# Przegorzalska Przełęcz
Przegorzalska Przełęcz (246 m) – szeroka i wybitna przełęcz w grzbiecie głównym Pasma Sowińca, oddzielająca Pustelnik od Sikornika. Administracyjnie położona jest na terenie miasta Krakowa. Po jej północnej stronie znajduje się słabo zarysowana w otoczeniu dolinka Wroni Dół (odgałęzienie Doliny Rudawy), a po południowej dolina Przegorzalska.
Przez przełęcz przebiega ulica Jodłowa łącząca leżące na lewym brzegu Wisły Przegorzały z rozciągającą się wzdłuż Rudawy Wolą Justowską.
Od lat 20. do 50. XX wieku poniżej przełęczy funkcjonowały skocznie narciarskie.

## Szlaki turystyczne
Na przełęcz dostać się można dostać zarówno od strony północnej (poprzez ul. Starowolską), jak i południowej (poprzez ul. Jodłową), jak również szlakiem grzbietowym z sąsiednich wzgórz:
 czarny szlak turystyczny ze strzelnicy na Woli Justowskiej przez Sikornik i Przegorzalską Przełęcz na Pustelnik.